# Hans-Ulrich Schmückle
Hans-Ulrich Schmückle (* 15. August 1916 in Ulm; † 2. Juni 1993 in Augsburg) war ein deutscher Bühnenbildner.
Der Sohn des Staatsanwaltes und Schriftstellers Georg Schmückle war Schüler an der Akademie der Bildenden Künste München bei Karl Caspar, Schüler des Malers Adolf Hölzel und des Kunsthistorikers Hans Hildebrandt in Stuttgart. Von 1938 bis 1945 leistete er Wehrdienst.
Ab 1946 war er Bühnenbildner der Kammerspiele und des Alten Schauspielhauses Stuttgart, ab 1954 bis Mitte der 1980er Jahre Ausstattungsleiter am Stadttheater Augsburg. Im Jahr 1957 heiratete er die Kostümbildnerin Sylta Busse. Ab den 1960er Jahren machte sich Schmückle durch seine kargen, anspruchsvoll ausgestatteten, in gewisser Weise auch monumentalen Bühnenräume einen Namen. Es folgten zahlreiche nationale und internationale Verpflichtungen unter anderem in Wien, Salzburg, Zürich, Brüssel, Neapel, Edinburgh, Glasgow und eine rege Zusammenarbeit mit vielen bedeutenden Regisseuren wie Erwin Piscator, Walter Felsenstein, Fritz Kortner, Harry Buckwitz, Manfred Wekwerth, Komponisten wie Luigi Nono, Werner Egk und dem Dirigenten Hermann Scherchen.
Der künstlerische Nachlass von Hans-Ulrich Schmückle ist im Deutschen Theatermuseum archiviert.
Hans-Ulrich Schmückle war der Bruder des deutschen Generals Gerd Schmückle.